# Natig Ejvazov
Natig Ejvazov (* 2. listopadu 1970 Füzuli) je bývalý ázerbájdžánský zápasník – klasik.

## Sportovní kariéra
Zápasení se věnoval od 12 let v rodném Füzuli. Ve 14 letech byl poslán na střední sportovní školu do Baku, kde se specializoval na řecko-římský styl pod vedením Sergeje Agamova. Po rozpadu Sovětského svazu v roce 1991 se stal jednou z prvních osobností samostatného ázerbájdžánského sportu. V roce 1996 vlivem vleklého zranění zad nezvládl olympijskou kvalifikaci na olympijské hry v Atlantě. Sítem turnajů olympijské kvalifikace prošel v roce 2000. Na olympijských hrách v Sydney nepostoupil ze základní skupiny přes Kubánce Lázara Rivase. Sportovní kariéru ukončil v roce 2004.

## Výsledky
| Turnaj             | Sovětský svaz | Sovětský svaz | Ázerbájdžán | Ázerbájdžán | Ázerbájdžán | Ázerbájdžán | Ázerbájdžán | Ázerbájdžán | Ázerbájdžán | Ázerbájdžán | Ázerbájdžán | Ázerbájdžán | Ázerbájdžán | Ázerbájdžán |
| Turnaj             | 1990          | 1991          | 1992        | 1993        | 1994        | 1995        | 1996        | 1997        | 1998        | 1999        | 2000        | 2001        | 2002        | 2003        |
| Turnaj             | 20            | 21            | 22          | 23          | 24          | 25          | 26          | 27          | 28          | 29          | 30          | 31          | 32          | 33          |
| Turnaj             | -48           | -48           | -48         | -52         | -52         | -52         | -52         | -54         | -54         | -54         | -54         | -54         | -60         | -55         |
| ------------------ | ------------- | ------------- | ----------- | ----------- | ----------- | ----------- | ----------- | ----------- | ----------- | ----------- | ----------- | ----------- | ----------- | ----------- |
| Olympijské hry     |               |               | —           |             |             |             | —           |             |             |             | úč.         |             |             |             |
| Mistrovství světa  | —             | —             |             | 4.          | 2.          | úč.         |             | —           | —           | úč.         |             | úč.         | —           | úč.         |
| Mistrovství Evropy | —             | —             | —           | 1.          | úč.         | 5.          | úč.         | úč.         | 2.          | 3.          | —           | úč.         | úč.         | úč.         |
| ME nadějí          | 3.            |               |             |             |             |             |             |             |             |             |             |             |             |             |